# Bilan saison par saison du FC Bâle
Cette page présente le bilan saison par saison du FC Bâle dans le championnat de Suisse de football, les coupes de Suisse et les compétitions européennes depuis 2003,.
| Saison  | Champ | Cl  | Pts | J  | G  | N  | P  | Bp | Bc | Diff | Coupe de Suisse  | Coupe d'Europe                            | Autres compétitions | M. buteur          | B  | Entraîneur                       | Aff       |
|         |       |     |     |    |    |    |    |    |    |      |                  |                                           |                     |                    |    |                                  |           |
| ------- | ----- | --- | --- | -- | -- | -- | -- | -- | -- | ---- | ---------------- | ----------------------------------------- | ------------------- | ------------------ | -- | -------------------------------- | --------- |
| 2003-04 | ASL   | 1er | 85  | 36 | 26 | 7  | 3  | 86 | 32 | 54   | 8es de finale    | C3: 2e tour                               |                     | Christian Giménez  | 16 | Christian Gross                  | +027 886, |
| 2004-05 | ASL   | 1er | 70  | 34 | 21 | 7  | 6  | 81 | 45 | 36   | 8es de finale    | C1: 3e T pré C3: 1/16 f                   |                     | Christian Giménez  | 27 | Christian Gross                  | +024 928, |
| 2005-06 | ASL   | 2e  | 78  | 36 | 23 | 9  | 4  | 87 | 42 | 45   | 8es de finale    | C1: 3e T pré C3: quarts de finale         |                     | Matías Delgado     | 18 | Christian Gross                  | +021 806, |
| 2006-07 | ASL   | 2e  | 74  | 36 | 22 | 8  | 6  | 77 | 40 | 37   | Vainqueur        | C3: phase de groupes                      |                     | Mladen Petrić      | 19 | Christian Gross                  | +020 144, |
| 2007-08 | ASL   | 1er | 74  | 36 | 22 | 8  | 6  | 73 | 39 | 34   | Vainqueur        | C3: 1/16 f                                |                     | Marco Streller     | 12 | Christian Gross                  | +023 539, |
| 2008-09 | ASL   | 3e  | 72  | 36 | 22 | 6  | 8  | 72 | 44 | 28   | demi-finale      | C1: phase de groupes                      |                     | Scott Chipperfield | 12 | Christian Gross                  | +021 043, |
| 2009-10 | ASL   | 1er | 80  | 36 | 25 | 5  | 6  | 90 | 46 | 44   | Vainqueur        | C3: phase de groupes                      |                     | Marco Streller     | 21 | Thorsten Fink                    | +023 656, |
| 2010-11 | ASL   | 1er | 73  | 36 | 21 | 10 | 5  | 76 | 44 | 32   | quarts de finale | C1: phase de groupes C3: 16es de finale   |                     | Alexander Frei     | 27 | Thorsten Fink                    | +029 043, |
| 2011-12 | ASL   | 1er | 74  | 34 | 22 | 8  | 4  | 78 | 33 | 45   | Vainqueur        | C1: 8es de finale                         |                     | Alexander Frei     | 24 | Thorsten Fink Heiko Vogel        | +029 774, |
| 2012-13 | RSL   | 1er | 72  | 36 | 21 | 9  | 6  | 61 | 31 | 30   | Finaliste        | C1: barrages C3: Demi-finale              |                     | Marco Streller     | 14 | Heiko Vogel Murat Yakin          | +027 841, |
| 2013-14 | RSL   | 1er | 72  | 36 | 19 | 15 | 2  | 70 | 34 | 36   | Finaliste        | C1: phase de groupes C3: quarts de finale |                     | Valentin Stocker   | 13 | Murat Yakin                      | +027 841, |
| 2014-15 | RSL   | 1er | 78  | 36 | 24 | 6  | 6  | 84 | 41 | 43   | Finaliste        | C1: 8es de finale                         |                     | Shkelzen Gashi     | 22 | Paulo Sousa                      | +028 878, |
| 2015-16 | RSL   | 1er | 83  | 36 | 26 | 5  | 5  | 88 | 38 | 50   | quarts de finale | C1: barrages C3: 8es de finale            |                     | Marc Janko         | 16 | Urs Fischer                      | +028 597, |
| 2016-17 | RSL   | 1er | 86  | 36 | 26 | 8  | 2  | 92 | 35 | 57   | Vainqueur        | C1: phase de groupes                      |                     | Seydou Doumbia     | 20 | Urs Fischer                      | +026 799, |
| 2017-18 | RSL   | 2e  | 69  | 36 | 20 | 9  | 7  | 72 | 36 | 36   | demi-finale      | C1: 8es de finale                         |                     | Albian Ajeti       | 17 | Raphaël Wicky                    | +025 857, |
| 2018-19 | RSL   | 2e  | 71  | 36 | 20 | 11 | 5  | 71 | 46 | 25   | Vainqueur        | C1: 2e T pré C3: Barrages                 |                     | Albian Ajeti       | 14 | Marcel Koller                    | +024 259, |
| 2019-20 | RSL   | 3e  | 62  | 46 | 18 | 18 | 10 | 74 | 38 | 36   | Finaliste        | C1: 3e T pré C3: quarts de finale         |                     | Arthur Cabral      | 18 | Marcel Koller                    | +015 006, |
| 2020-21 | RSL   | 2e  | 53  | 36 | 15 | 8  | 13 | 60 | 53 | 7    | 8es de finale    | C3: barrages                              |                     | Arthur Cabral      | 20 | Ciriaco Sforza Patrick Rahmen    | +000592,  |
| 2021-22 | CSSL  | 2e  | 62  | 36 | 15 | 17 | 4  | 70 | 41 | 29   | 8es de finale    | C4: 8es de finale                         |                     | Arthur Cabral      | 27 | Patrick Rahmen Guillermo Abascal | +022 476, |
| 2022-23 | CSSL  | 5e  | 47  | 36 | 11 | 14 | 11 | 51 | 50 | 1    | demi-finale      | C4: demi-finale                           |                     | Zeki Amdouni       | 22 | Guillermo Abascal Heiko Vogel    |           |
| 2023-24 | CSSL  | 8e  |     |    |    |    |    |    |    |      | 1/4 f.           | C4: 2e tour                               |                     |                    |    |                                  |           |
| 2024-25 | CSSL  | 1er |     |    |    |    |    |    |    |      | Vainqueur        |                                           |                     |                    |    |                                  |           |
| Saison  | Champ | Cl  | Pts | J  | G  | N  | P  | Bp | Bc | Diff | Coupe de Suisse  | Coupe d'Europe                            | Autres compétitions | M. buteur          | B  | Entraîneur                       | Aff       |

Champ = championnat ; Cl = classement ; Pts = points ; J = joués ; G = gagnés ; N = nuls ; P = perdus ; Bp = buts pour ; Bc = buts contre ; Diff = différence de buts

C1 = Ligue des champions (depuis 1992, Coupe des clubs champions de 1955 à 1992) ; C2 = Coupe des coupes (de 1961 à 1999) ; C3 = Ligue Europa (depuis 2009, Coupe UEFA de 1971 à 2009, Coupe des villes de foires de 1955 à 1971) ; C4 = Ligue Conférence (depuis 2024, Ligue Europa Conférence de 2021 à 2024) ; CI = Coupe Intertoto (de 1995 à 2008)

M. buteur = meilleur buteur en championnat; B = buts marqués par le meilleur buteur en championnat; Aff = affluence moyenne en championnat
champion, vainqueur ou meilleur buteurvice-champion ou finalistepromubarrage de promotionreléguébarrage de relégation